# جورج كلاين
جورج كلاين (بالألمانية: Georg Klein)‏ (22 أغسطس 1991 في ألمانيا - ) هو لاعب كرة طائرة ألمانيا في مركز وسط ‏. لعب مع VC Leipzig ‏ ونادي فريدريشسهافن ‏ وVC Olympia Berlin ‏ وTopvolley Antwerpen ‏ وSWD Powervolleys Düren ‏ وBerlin Recycling Volleys ‏.

## وصلات خارجية
- جورج كلاين على موقع الاتحاد الأوروبي (الإنجليزية)
- جورج كلاين على موقع الدوري الألماني للكرة الطائرة (الألمانية)